# Municipio de Liberty (condado de Clark)
El municipio de Liberty (en inglés: Liberty Township) es un municipio ubicado en el condado de Clark en el estado estadounidense de Kansas. En el año 2010 tenía una población de 35 habitantes y una densidad poblacional de 0,23 personas por km².

## Geografía
El municipio de Liberty se encuentra ubicado en las coordenadas 37°26′24″N 99°38′58″O / 37.44000, -99.64944. Según la Oficina del Censo de los Estados Unidos, el municipio tiene una superficie total de 154.95 km², de la cual 154,88 km² corresponden a tierra firme y (0,05 %) 0,08 km² es agua.

## Demografía
Según el censo de 2010, había 35 personas residiendo en el municipio de Liberty. La densidad de población era de 0,23 hab./km². De los 35 habitantes, el municipio de Liberty estaba compuesto por el 88,57 % blancos, el 8,57 % eran de otras razas y el 2,86 % eran de una mezcla de razas. Del total de la población el 11,43 % eran hispanos o latinos de cualquier raza.